# Szigma-kötés

σ-kötés elektronsűrűsége két atom között

A szigma-kötés (σ-kötés) olyan kovalens kötés, amelyben a kémiai kötést létrehozó elektronpár (kötőelektronpár) a kötés tengelyére nézve forgásszimmetrikus molekulapályán helyezkedik el. A kötésben részt vevő elektronokat szigma-elektronoknak is nevezik.
A szigma-kötés kötési energiája nagyobb, mint a pi-kötésé.  Ez a kötés van a legalacsonyabb energiaszinten, ezért minden kovalens kötésben van szigma-kötés. Ebből adódik, hogy a szigma-kötések száma megegyezik a ligandumok számával. A szigma-kötések mentén lehetőség van az atomok rotációjára (forgására). Ennek a konformációnál van jelentősége (lásd: etánmolekula nyílt és fedő konformációs állása). A szigma-kötés a két atom közötti térrészben koncentrálódik.